# Anti-Urban
Anti-Urban — це мініальбом українського блек-метал гурту Drudkh, який був виданий 16 квітня 2007 році, британським лейблом «Supernal Music».
Це перший міні-альбом і шостий реліз гурту загалом. Він доступний лише безпосередньо на лейблі, і був обмежений дворазовим тиражем 999 (з яких було зроблено лише 992) 10-дюймових вінілових платівок. У 2009 році він був перевиданий у форматі міні-CD французьким лейблом Season of Mist. Ця версія була доступна лише у складі бокс-сету їхнього альбому Microcosmos, обмеженого накладом у 500 копій.
Перший ріп альбому, який циркулював в Інтернеті, був зроблений, помилково, з платівки зі швидкістю обертання 33,3 об/хв. Альбом призначався для програвання на 45 об/хв, і тому дев'ятихвилинні версії треків "Антиурбану", що гуляють інтернетом, є неправильно ріпнитими.
На цьому альбомі, як і на Forgotten Legends, вокалу відведено мало місця в міксі, а перший трек є повністю інструментальним. Як і у випадку з першими двома альбомами Drudkh, тексти пісень до Anti-Urban не були опубліковані. Ходять чутки, що треки є уривками з сесій Forgotten Legends, хоча це не було офіційно підтверджено.

## Зміст
| #     | Назва                  | Тривалість |
| ----- | ---------------------- | ---------- |
| 1.    | «Fallen into Oblivion» | 6:53       |
| 2.    | «Ashes»                | 6:22       |
| 13:15 |                        |            |